# مسجد بی‌بی هیبت
مسجد بی‌بی هیبت (ترکی آذربایجانی: Bibiheybət məscidi) یک مسجد قدیمی در باکو، پایتخت جمهوری آذربایجان هست، این بنا در دوران شروانشاهان ساخته شده بود، که در سال ۱۹۳۶ توسط بلشویک ها به طور کلی نابود شد، و ساخت و ساز بنا از دهه ۹۰ آغاز و سرانجام در سال ۱۹۹۷ میلادی، بنای کنونی مسجد افتتاح شد. این مسجد شامل آرامگاهی از نوادگان محمد، که امروزه مرکز معنوی مسلمانان این خطه و یکی از مهمترین بناهای معماری اسلامی در جمهوری آذربایجان می‌باشد. در میان افراد بومی این منطقه، این مسجد با نام مسجد حضرت فاطمه زهرا نیز شناخته می‌شود.

## پیشینه

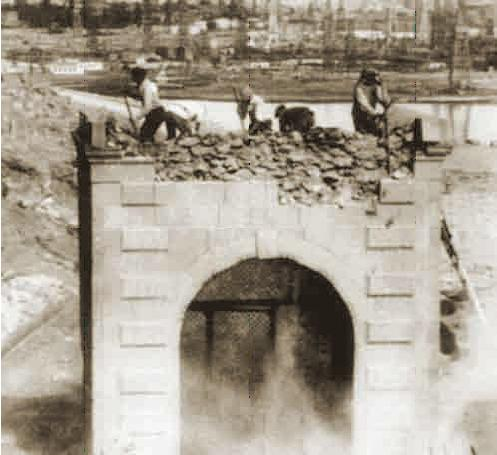
تخریب مسجد توسط بلشویک‌ها در سال ۱۹۳۶

مسجد بی‌بی هیبت، آرامگاه دختر امام هفتم شیعیان، امام موسی کاظم می‌باشد، که از دست آزار و اذیت خلفا، به باکو فرار کرده بود. همچنین آرامگاه نوه ششم امام جعفر صادق نیز در این مکان مقدس مدفون شده است. بر روی سنگ قبر، امامزادگان نسب وی خواهر امام رضا حک شده است. نویسنده مشهور فرانسوی، الکساندر دوما نیز از این مسجد در خاطرات خود به هنگام سفر به باکو یاد کرده است. این مسجد در دوران کمونیستی که به موازات تخریب اماکن مذهبی همراه بود، توسط بلشویک‌ها تخریب گردید.

## بازسازی
در سال ۱۹۹۴، پس از کسب استقلال جمهوری آذربایجان، حیدر علی اف، رئیس جمهور سابق این کشور دستور مرمت و بازسازی مسجد بی‌بی هیبت را در همان مکان تخریب شده با یک ساختمان و بنای جدید داد. که بنای جدید مسجد در تاریخ ۱۱ ژوئیه ۱۹۹۷ با حضور حیدر علی اف افتتاح شد. مسجد بازسازی شده با حکم ریاست جمهوری در سال ۲۰۰۵ سالن‌های جدید و بزرگی برای رفاه و آسایش زائران ساخته شد.

## معماری
این مسجد قدیمی در قسمت جنوبی آرامگاه واقع شده بود، در حالی که دارای مناره‌ای ۲۰ متری در قسمت غربی مسجد وجود دارد. بعدها یک دخمه و دو سوله به مسجد در سمت جنوب مناره اضافه شد. در سوله‌ها، کتیبه‌های حاوی نام فتحعلی خان، که سنگ قبر مرمر وی در حال حاضر در موزه ملی تاریخ جمهوری آذربایجان نگهداری می‌شود.
داخلی مسجد با زیور آلات غنی تزئین شده است. که شامل یک اتاق مستطیل شکل با طاق یا قوس نوک تیز در زیر گنبد، لوستر، شمعدان وجود دارد، و یک قلاب که آویزان شیشه‌ای رنگی آن را احاطه کرده است. در قسمت شمالی مناره و مسجد بلافاصله مجاور آرامگاه، کتیبه‌ای که توسط برنهارد دورن کشف شد موجود است، از کتیبه‌ها مشخص بود که این مقبره در سال ۱۶۱۹ ساخته شده است.

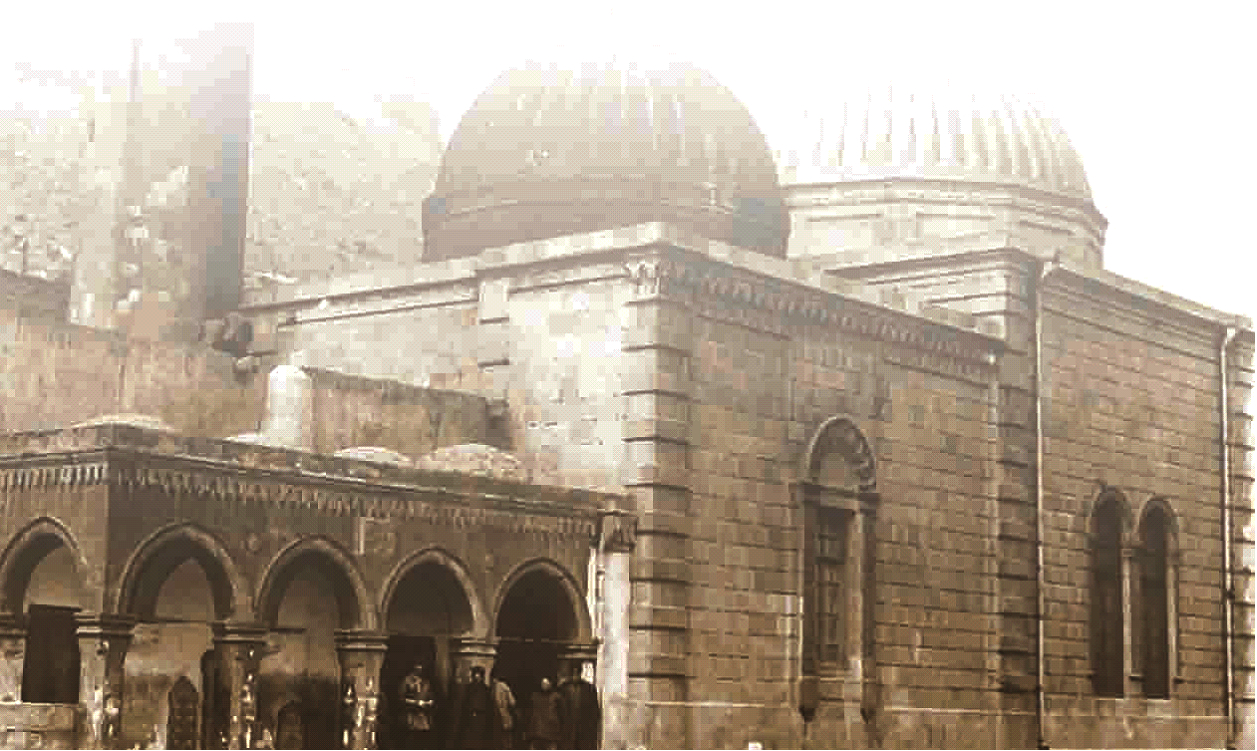
نمایی قدیمی از مسجد در آغاز قرن بیستم در سال ۱۹۱۱.

مسجد بازسازی مدرن یک نمونه کلاسیک از معماری سبک شروانی است. این مسجد دارای سه گنبد، که به شکل سنتی ساخته شده، در کنار دو مناره نگه داشته‌اند. گنبد سبز و فیروزه‌ای آینه، که با کتیبه‌های طلاکاری شده از قرآن تزئین شده است. نمازخانه مردانه در سمت جنوب از مجتمع قرار گرفته است، در حالی که زنان - در سمت شمال است. بین آنها نیز مقبره قرار گرفته است. بازسازی معماری مسجد بی‌بی هیبت توسط معماری معروف آذربایجانی، سنان سلطانوف طراحی شده است.

## نگارخانه

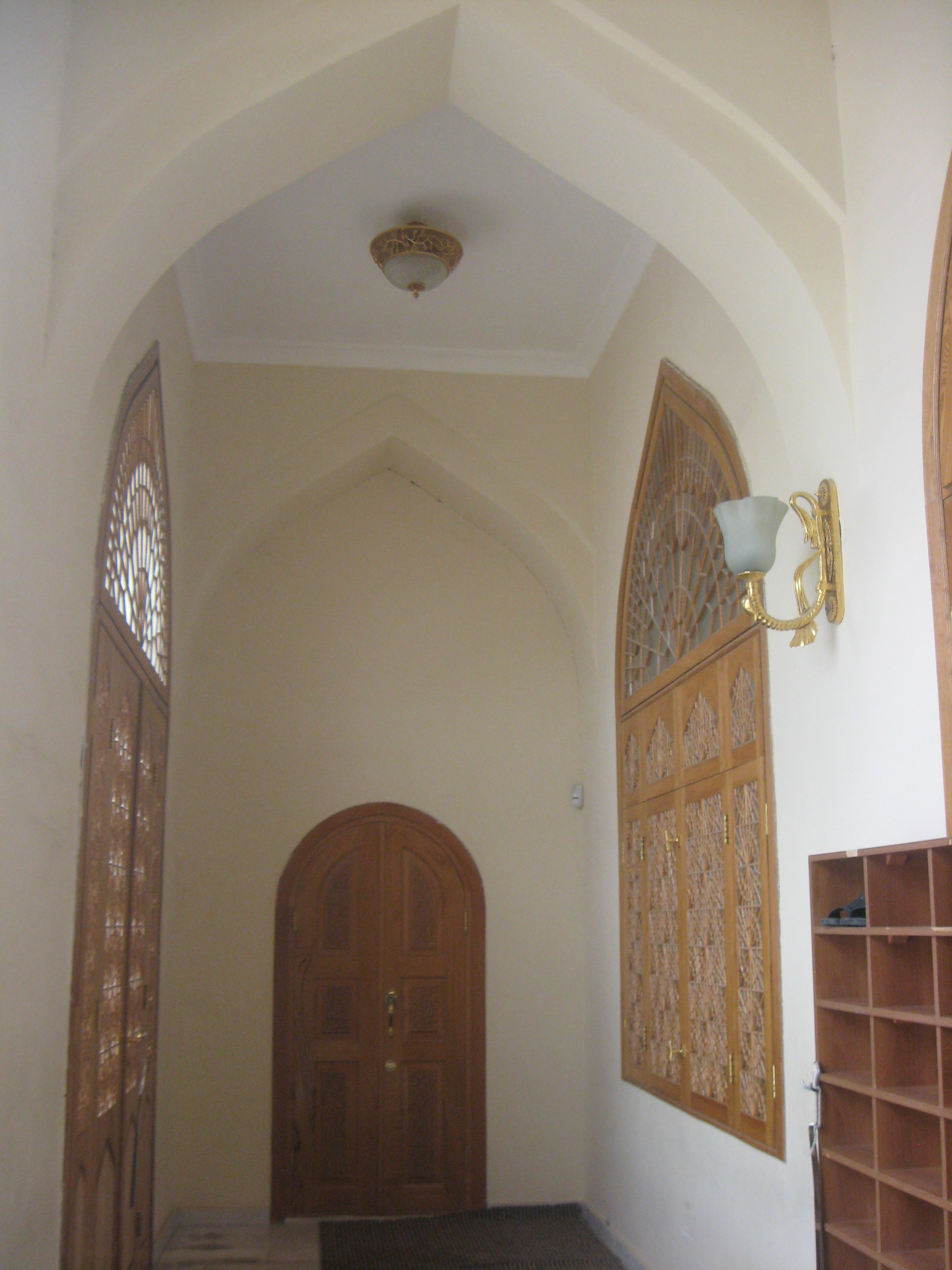
داخل مسجد
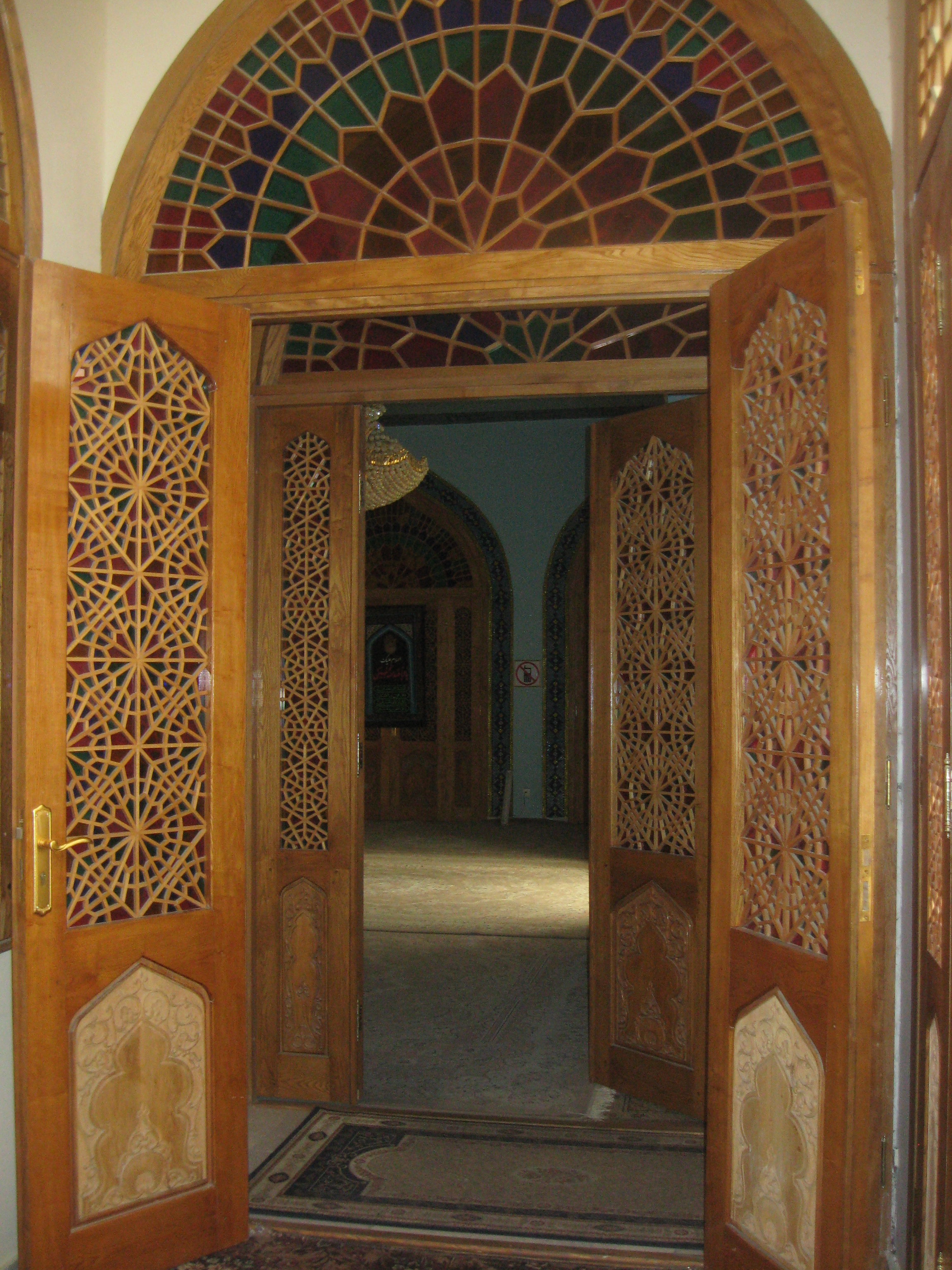
داخل مسجد
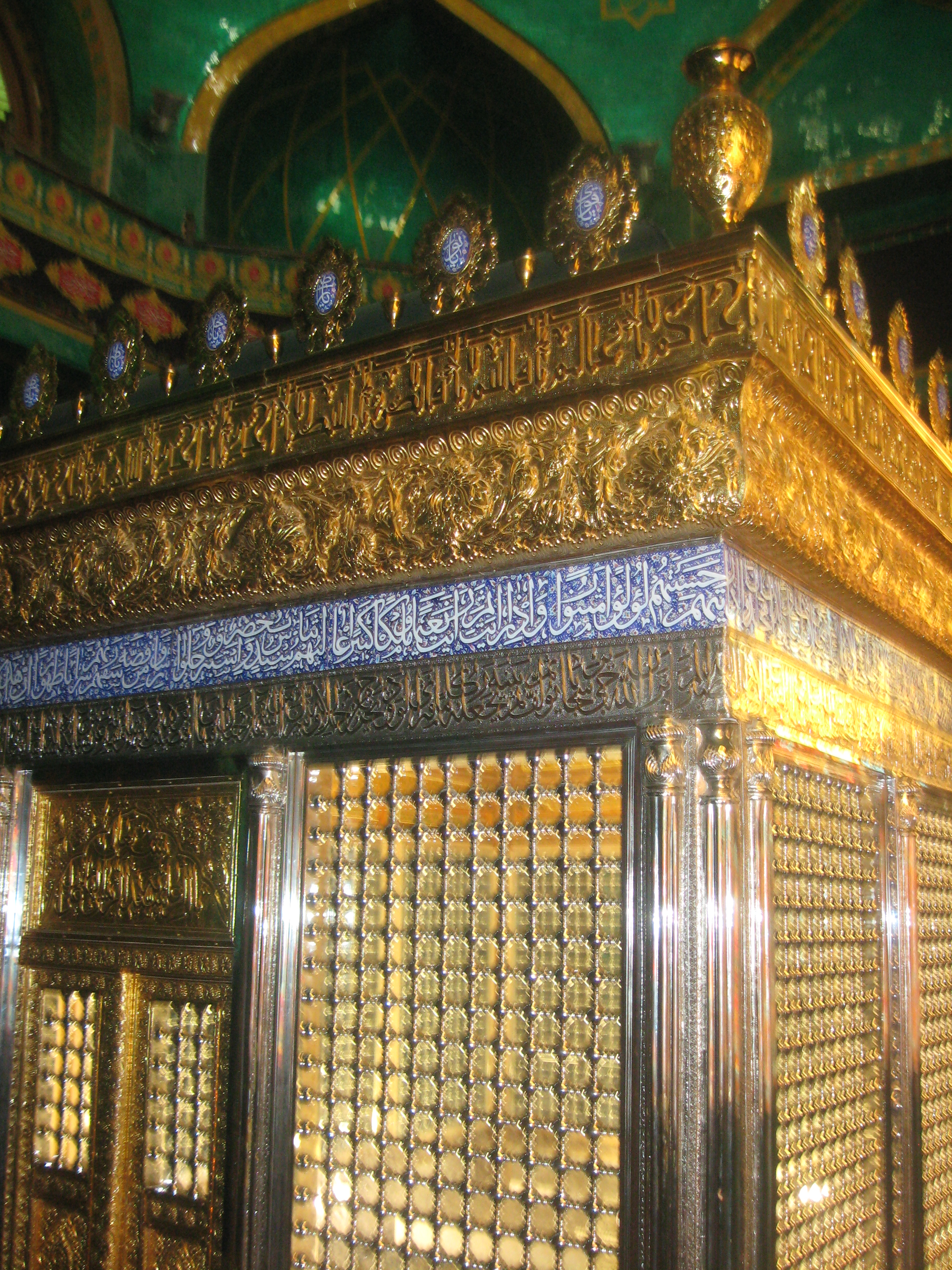
مقبره
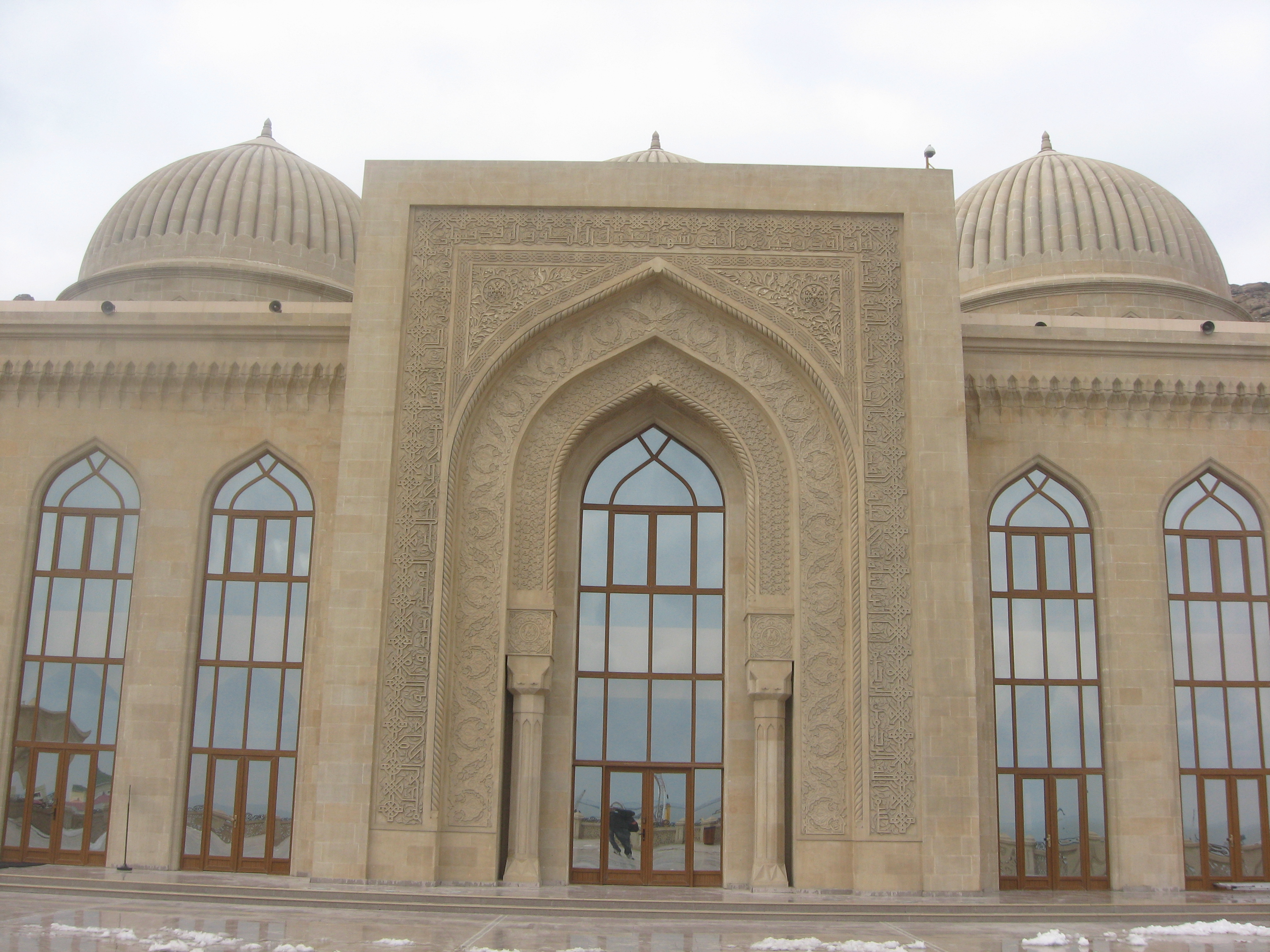
ورودی مسجد
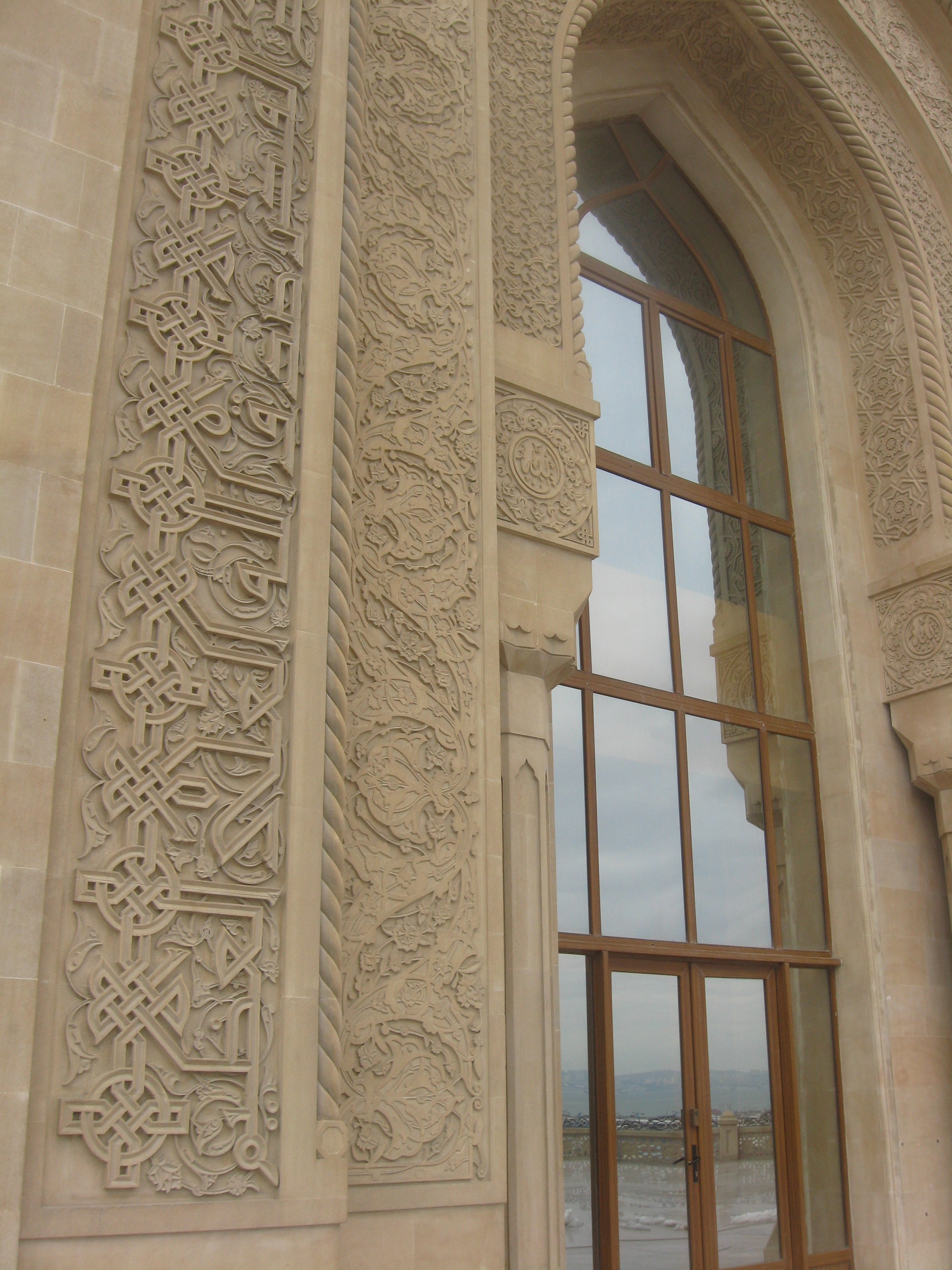
طراحی دیوار مسجد
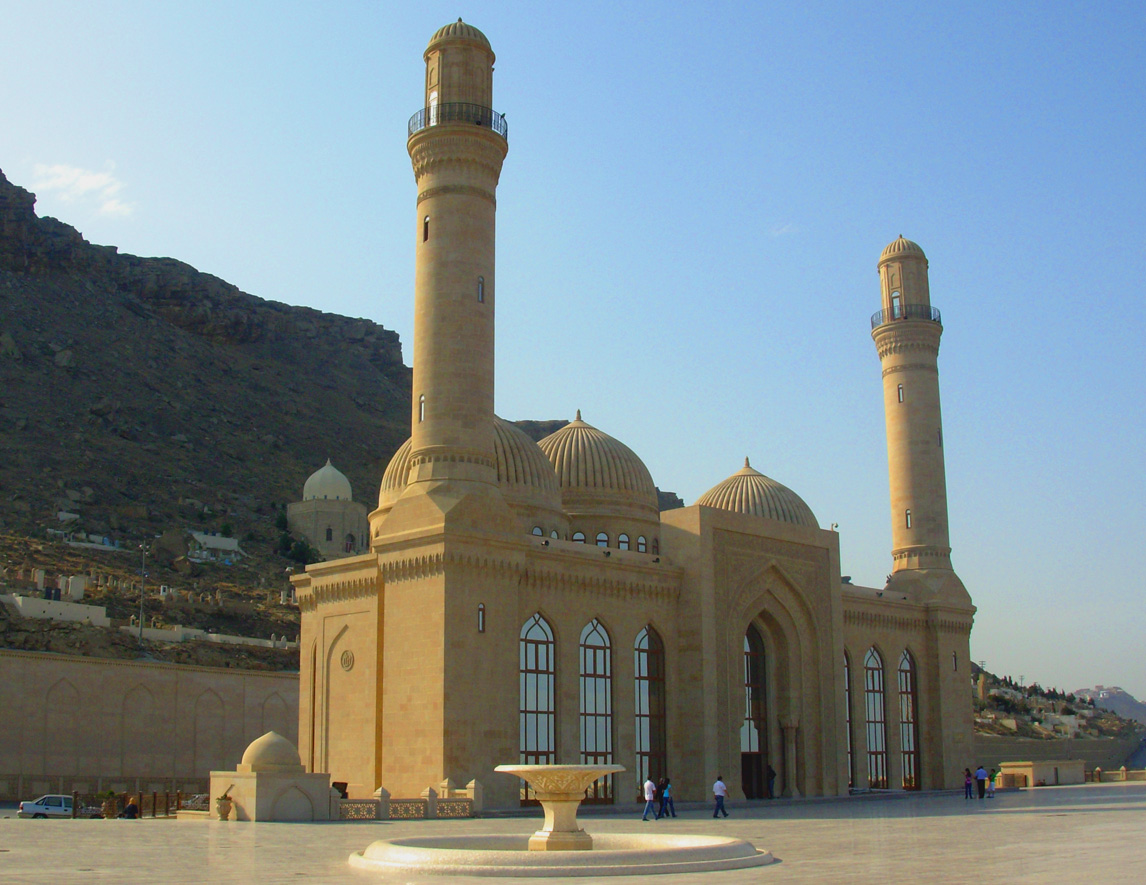
نمایی از مسجد در سال 2008 پس از مرمت
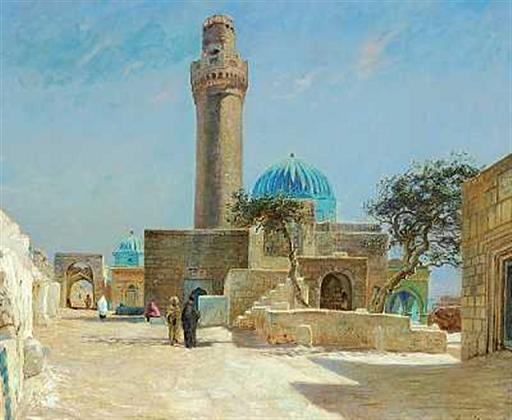
تصویری به صورت نقاشی از مسجد